# ETC
Pour les articles homonymes, voir ETC (homonymie).
Fondée à Montréal en 1987, ETC est une revue d'art actuel qui aborde et analyse l'ensemble des pratiques artistiques des arts visuels et des nouvelles technologies. Première revue canadienne à proposer un dossier thématique d'envergure dans chacune de ses parutions, ETC se donne pour mandat de questionner l'œuvre d'art et de susciter le débat. Réunissant des théoriciens et des critiques provenant de champs de spécialisation diversifiés, la revue s'engage à publier des réflexions substantielles sur l'art et sur des questions esthétiques ou théoriques.
Pour chaque parution, ETC présente un important dossier thématique, des actualités de l'art actuel, une partie Entrevue, une section Mise en Exposition et une autre Espaces Néomédiatiques, qui sont l'occasion de discuter et confronter les productions artistiques actuelles en empruntant une trajectoire interdisciplinaire. La revue présente également un nombre important de commentaires d'exposition, d'entrevues et de comptes-rendus de livre. Ces articles sont aussi bien l'œuvre d'auteurs canadiens que de correspondants de l'étranger. Aussi, ETC publie des auteurs reconnus comme de jeunes auteur-e-s de la relève.
Véritable laboratoire de pensée, ETC se caractérise avant tout par son esprit d'ouverture. La revue favorise la réflexion au sujet des créations issues de la relève artistique et de la scène émergente mais aussi d'autres générations d'artistes.
ETC est membre de la Société de développement des périodiques culturels québécois.

## Thématiques abordées (anciens numéros)
- Représailles/Reprisals, n° 95, février 2012
- Nudité/Nudity, n° 94, octobre 2011
- Éphémère, n° 93, juin 2011
- Folk, n° 92, février 2011
- Pop : 0/1, n° 91, octobre 2010
- Virer analogue, n° 90, juin 2010
- Bricoler/Brouiller, n° 89, mars 2010
- Faire avec/Doing with, n° 88, décembre 2009 et janvier 2010
- Futur/Future, n° 87, septembre 2009
- Cabinets de curiosités/Cabinet of wonders, n° 86, juin 2009
- Géographies/Geographies[Géolocalisation], n° 85, mars 2009
- Néoféminismes: L'intime/Neofeminisms: Intimacy, n° 84, décembre 2008
- Néoféminismes: Le politique/Neofeminisms: Politics, n°83, septembre 2008
- Être/to be, n°82, juin 2008
- Identités/Identities, n°81, mars 2008
- Spectateur/Spectator, n°80, décembre 2007
- Rituels/Rituals, n°79, septembre 2007
- Écologie (2), n°78, juin 2007
- Industries, n°77, mars 2007
- Le numérique, n°76, décembre 2006
- Écologie, n°75, septembre 2006
- Chantiers (2), n°74, juin 2006
- Chantiers (1), n°73, mars 2006
- Corps en (r)évolutions, n°72, décembre 2005
- Fables et fabulations (2), n°71, septembre 2005
- Fables et fabulations (1), n°70, juin 2005
- Portrait de l'autre, n°69, mars 2005
- Portrait de soi, n°68, décembre 2004
- Violence (2), n°67, septembre 2004
- Violence (1), n°66, juin 2004
- Surveillance, n°65, mars 2004
- Mimétismes, n°64, décembre 2003
- L'effet filmique, n°63, septembre 2003
- Le Corps gay/Art du vide 2, n°62, juin 2003
- Art du vide 1, n°61, mars 2003
- Poïétique de l'urgence, n°60, décembre 2002
- L'obsession du réel, n°59, septembre 2002
- Diffusion et prospection: État des lieux, n°58, juin 2002
- Louise Bourgeois et le subjectif, n°57, mars 2002
- Le voyeurisme en œuvre, n°56, décembre 2001
- L'exhibitionnisme à l'œuvre, n°55, septembre 2001
- La subversion des origines, n°54, juin 2001
- Les perturbations, n°53, mars 2001
- Les artistes en 2000 - II, n°52, décembre 2000
- Art et ironie, n°51, septembre 2000
- Les artistes en 2000, n°50, juin 2000
- Espaces intimes, n°49, mars 2000
- Art contemporain et controverses, n°48, décembre 1999
- Le contemporain, n°47, septembre 1999
- Arts médiatiques et enjeux esthétiques, n°46, juin 1999
- L'artiste et/ou le commissaire, n°45, mars 1999
- Art et humanisme, n°44, décembre 1998
- Sexualité et identité, n°43, septembre 1998
- Le morbide, n°42, juin 1998
- Art et Sciences, n°41, mars 1998
- Visions d'atelier, n°40, décembre 1997
- Montréal : une internationalis-tion, n°39, septembre 1997
- La nature réappropriée, n°38, juin 1997
- "La relève" 2, n°37, mars 1997
- "La relève" 1, n°36, décembre 1996
- Art et mondialisation 2, n°35, septembre 1996
- Art et mondialisation 1, n°34, juin 1996
- "L'Amour de l'art" 2, n°33, mars 1996
- Peinture actuelle, n°32, décembre 1995
- Architecture actuelle, n°31, septembre 1995
- La critique d'art:enjeux actuels 2, n°30, juin 1995
- La critique d'art:enjeux actuels 1, n°29, mars 1995
- Art et vulgarisation 2, n°28, décembre 1994
- Art et vulgarisation 1, n°27, septembre 1994
- Art et fumisterie, n°26, juin 1994
- De l'académie?, n°25, mars 1994
- Sociologie de la collection du Musée d'art contemporain de Montréal; Dossier Pierre Ayot, n°24, décembre 1993
- Art et intolérance, n°23, septembre 1993
- Art et détournement, n°22, juin 1993
- Centres d'artistes, n°21, mars 1993
- Le Carnavalesque II, n°20, décembre 1992
- Le Carnavalesque I, n°19, septembre 1992
- Exil et nationalité II, n°18, juin 1992
- Exil et nationalité I, n°17, mars 1992
- Art et éthique, n°16, décembre 1991
- Art et guerre, n°15, septembre 1991
- Autour de Michel Goulet, n°14, juin 1991
- Art et politique, n°13, mars 1991
- Point tournant, n°12, décembre 1990
- Parler de l'art, n°11, Juin/septembre 1990
- Énoncer le néant, n°10, mars 1990
- Art public/Art privé, n°09, décembre 1989
- de l'avant-garde, n°08, septembre 1989
- L'effritement des valeurs, n°07, juin 1989
- Objet fétiche, n°06, mars 1989
- l'art du marché, n°05, décembre 1988
- L'actualité critique, n°04, septembre 1988
- Figure critique, n°03, juin 1988
- S'exposer à l'art, n°02, mars 1988
- Réalité québécoise, n°01, décembre 1987